# Melindors återkomst
Melindors återkomst är ett äventyr till rollspelet Drakar och Demoner från 1991 och är den andra delen i serien Den nidländska reningen. Melindors återkomst var den första produkt som gavs ut för 1991 års upplaga av Drakar och Demoner.
Sedan Helvetesfortet har Nidlands härskare Vicotnic inlett sitt korståg, "Den nidländska reningen", och invaderat det av inbördeskrig sönderslitna Hynsolge. Hjältarna, rollpersonerna, vilar hos alverna i Landori som är bekymrade över att Berendiens kung är för sjuk för att förbereda landet på att försvara sig mot Vicotniks styrkor. Den enda räddningen är om någon kan återfinna kungens dotter Melindor som senast sågs leda en gerilla i Hynsolge. Äventyret tar rollpersonerna genom Landori och Berendien tillbaka till krigets Hynsolge och den ockuperade huvudstaden Fervidun.
Melindors återkomst är ett tämligen linjärt äventyr, dock inte lika styrt som Helvetesfortet.